# افسون (فیلم ۲۰۲۱)
افسون (به انگلیسی: Encanto) یک فیلم پویانمایی رایانه‌ای آمریکایی در ژانر فانتزی موزیکال به تهیهٔ استودیو انیمیشن والت دیزنی است که در ۲۰۲۱ به‌وسیلهٔ استودیو سینمایی والت دیزنی منتشر شد. این شصتمین فیلم ساخته‌شده توسط این استودیو است و کارگردانی‌اش بر عهدهٔ جرد بوش و بایرون هاوارد بوده‌است. صداپیشگان این فیلم استفانی بیاتریز، ماریا سیسیلیا بوترو، جان لگویزمائو، مائورو کاستیو، جسیکا دارو، آداسا، آنجی سپدا، کارولینا گایتان، دایان گررو و ویلمر والدراما هستند. داستان فیلم در مورد دختری کلمبیایی با نام میرابل مادریگال است که تنها فرد خانواده است که قدرت جادویی ندارد.
افسون اولین بار در ۳ نوامبر ۲۰۲۱ در تئاتر ال کاپیتان لس آنجلس به نمایش درآمد و در ۲۴ نوامبر به‌صورت سینمایی در ایالات متحده اکران شد. این فیلم در پاسخ به همه‌گیری کووید-۱۹ یک اکران سی روزه داشت. این فیلم نقدهای مثبتی را از سوی منتقدان دریافت کرد اما تا دسامبر ۲۰۲۱ به دلیل کوتاه‌تر شدن فریم انتشار، از نظر تجاری ضعیف عمل کرد و بیش از ۲۴۰ میلیون دلار فروش داشته‌است. همچنین این فیلم در نود و چهارمین دوره جوایز اسکار نامزد دریافت سه جایزه بود که در نهایت توانست برنده اسکار بهترین فیلم پویانمایی شود.

## داستان
یک درگیری مسلحانه پدرو و آبوئلا مادریگال، یک زوج جوان متأهل، را مجبور می‌کند تا با سه قلوهای شیرخوار خود جولیتا، پپا و برونو از روستای خود در کلمبیا فرار کنند. مهاجمان پدرو را می‌کشند، اما شمع آبوئلا به‌طور جادویی مهاجمان را دفع می‌کند و کاسیتا را ایجاد می‌کند، یک خانه حساس برای خانواده واقع در انکانتو، یک قلمرو جادویی، که اطراف آن کوه‌های بلندی است. پنجاه سال بعد، دهکده‌ای جدید تحت حمایت شمع رشد می‌کند و جادوی آن به هر یک از فرزندان خانواده مادریگال در سن پنج سالگی «معجزه‌هایی» می‌دهد که از آن برای خدمت به روستاییان استفاده می‌کنند. با این حال، برونو که به خاطر معجزه اش یعنی دیدن آینده مورد سرزنش قرار گرفته بود، ده سال قبل ناپدید شد، در حالی که کوچک‌ترین دختر جولیتا، میرابل ۱۵ ساله، به‌طور مرموزی هیچ معجزه ای دریافت نکرده بود. در شبی که آنتونیو ۵ ساله معجزهٔ برقراری ارتباط با حیوانات را به دست می‌آورد، میرابل ناگهان می‌بیند که کاسیتا در حال ترک خوردن و سوسو زدن شعله شمع است، اما وقتی کاسیتا به نظر دیگران آسیبی ندیده به هشدارهای او توجهی نمی‌شود. پس از شنیدن دعای آبوئلا، میرابل تصمیم می‌گیرد تا معجزه را نجات دهد. روز بعد، او با خواهر بزرگتر فوق‌العاده قوی خود لوئیزا صحبت می‌کند، که اعتراف می‌کند که از تعهدات تقریباً ثابت خود غرق شده‌است و سپس پیشنهاد می‌کند که اتاق ممنوعه برونو، واقع در کاسیتا، ممکن است این پدیده را توضیح دهد. میرابل در آنجا غاری را کشف می‌کند و به سختی از آن می‌گریزد و تکه‌هایی از شیشه‌های زمرد کدر در دست دارد. در بیرون، لوئیزا متوجه می‌شود که معجزه اش در حال ضعیف شدن است. پس از اینکه خانواده‌اش به او یادآوری می‌کنند که چرا برونو بدنام شده‌است، میرابل شیشه را دوباره جمع می‌کند و تصویری از کاسیتا را می‌بیند که پشت سرش ترک می‌خورد. بعد از ظهر همان شب، ایزابلا، خواهر بزرگ میرابل، که می‌تواند گیاهان و گل‌ها را به میل خود رشد دهد، قرار است با همسایه ماریانو گوسمان نامزد کند. در میان خواستگاری ماریانو و یک شام ناخوشایند، دولوریس، که شنوایی فوق بشری دارد، کشف میرابل را برای همه فاش می‌کند، و باعث می‌شود کاسیتا دوباره ترک بخورد، شب را خراب کند و پیشنهاد ماریانو را زمانی که پپا کنترل‌کننده آب و هوا به‌طور ناخواسته یک بارندگی را القا می‌کند. در میان هرج و مرج، میرابل گروهی از موش‌ها را تعقیب می‌کند و گذرگاهی مخفی را در پشت پرتره کشف می‌کند که می‌بیند برونو در آن پنهان شده‌است. برونو فاش می‌کند که هرگز از خانه بیرون نمی‌رود، و این دیدگاه بین میرابل و شکستن کاسیتا تغییر می‌کند و باعث می‌شود او باور کند که او کلید جادوی کاسیتا است. با امتناع از اینکه میرابل صدمه ببیند، پیشگویی را شکست و ناپدید شد. در اتاق آنتونیو، برونو با اکراه تصویر دیگری شبیه به تصویر قبلی را به همراه میرابل و در آغوش گرفتن خواهرش، ایزابلا، شمع را تقویت می‌کند. میرابل با اکراه از ایزابلا عذرخواهی می‌کند، که ناگهان اعتراف می‌کند که نمی‌خواهد با ماریانو ازدواج کند و تنها به خاطر خانواده خود این کار را انجام می‌دهد. میرابل به ایزابلا کمک می‌کند تا معجزه‌های خود را توسعه دهد و آن دو همدیگر را آغوش می‌گیرند، اما آبوئلا این دو را می‌بیند و میرابل را متهم می‌کند که به خاطر نداشتن معجزه باعث بدبختی خانواده شده‌است. میرابل در نهایت با آبوئلا برخورد می‌کند که او را به اندازه کافی برای خانواده خوب نمی‌داند، و طبیعت سرکوبگر او را برای تضعیف معجزهٔ خانواده سرزنش می‌کند. این بحث شکافی ایجاد می‌کند که کوه مجاور را شکافته و کاسیتا را با خاموش شدن شمع تخریب می‌کند و مادریگال‌ها را ناتوان می‌کند. میرابل ویران شده از خانواده فرار می‌کند و خانواده برای یافتن او به تکاپو می‌افتند. چند ساعت بعد، آبوئلا میرابل را اشک‌آلود در کنار رودخانه‌ای که پدرو در آن مرده، پیدا می‌کند و داستان غم‌انگیز خود را توضیح می‌دهد و اینکه چگونه، مصمم به حفظ معجزه، نادیده می‌گیرد که چگونه انتظاراتش به خانواده آسیب می‌زند و در نهایت مسئولیت آنچه را که اتفاق افتاده می‌پذیرد. میرابل و آبوئلا آشتی می‌کنند و هر دو، با برونو، مادریگال‌ها را جمع می‌کنند تا کاسیتا را بازسازی کنند و مردم شهر هم به آن می‌پیوندند. او و برونو برای عکسی دیگر، که به افتخار میرابل است، به خانواده می‌پیوندند.

## صداپیشگان
| شخصیت            | صداپیشه             |
| ---------------- | ------------------- |
| میرابل مادریگال  | استفانی بیاتریز     |
| کامیلو مادریگال  | رنزی فلیز           |
| دولوریس مادریگال | آداسا               |
| ایزابلا مادریگال | دایان گررو          |
| لوئیزا مادریگال  | جسیکا دارو          |
| آنتونیو مادریگال | راوی کابوت کانیرز   |
| جولیتا مادریگال  | آنجا سپدا           |
| پپا مادریگال     | کارولینا گایتان     |
| برونو مادریگال   | جان لگویزمائو       |
| آگوستین مادریگال | ویلمر والدراما      |
| فلیکس مادریگال   | مائورو کاستیو       |
| آبوئلا مادریگال  | ماریا سیسیلیا بوترو |
| ماریانو گوسمان   | مالوما              |